# Línea 330 (Montevideo)

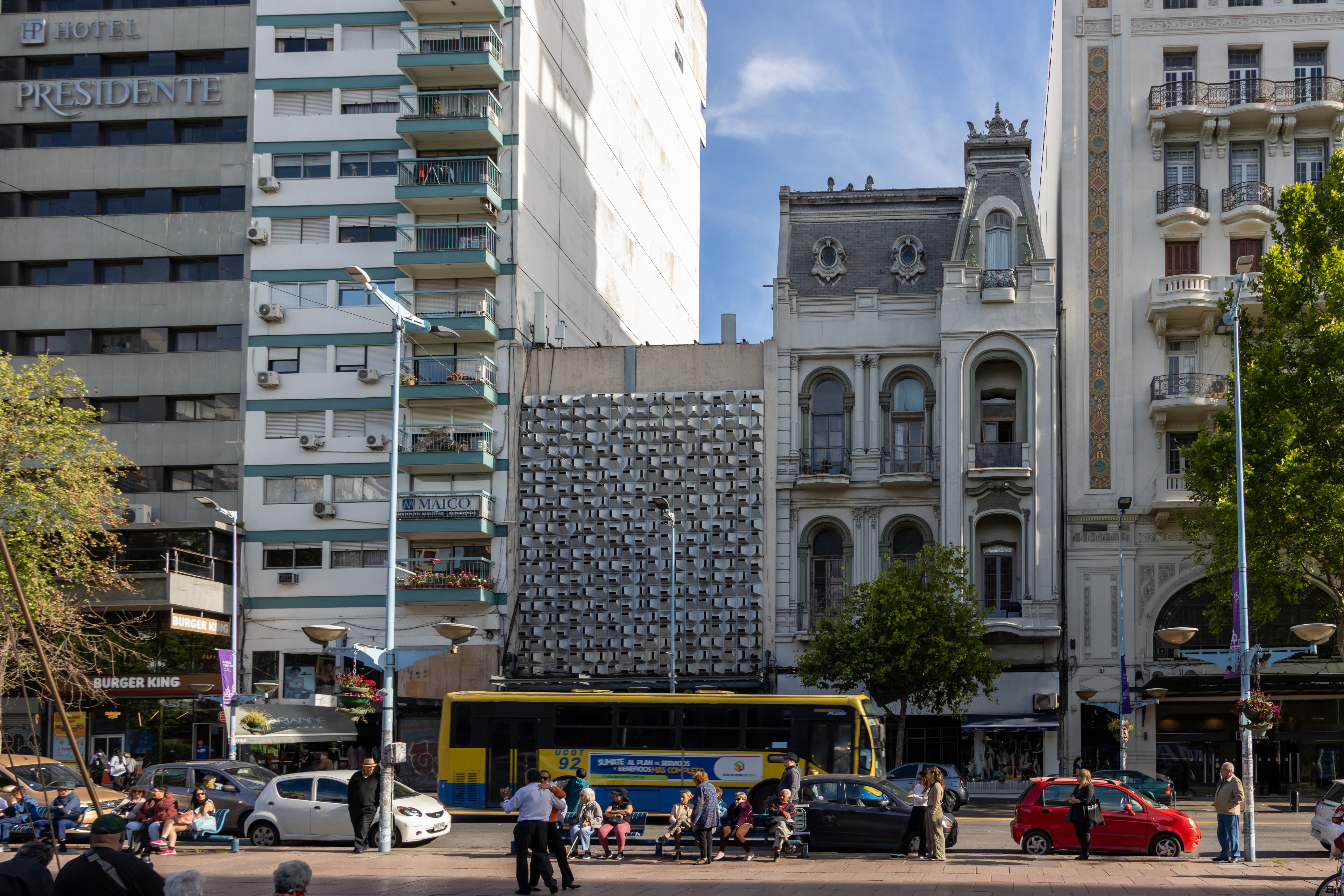
Circulando por la Avenida 18 de Julio

La línea 330  de la red de transporte urbano de Montevideo une la Ciudad Vieja con la terminal Mendoza e Instrucciones.

## Recorridos

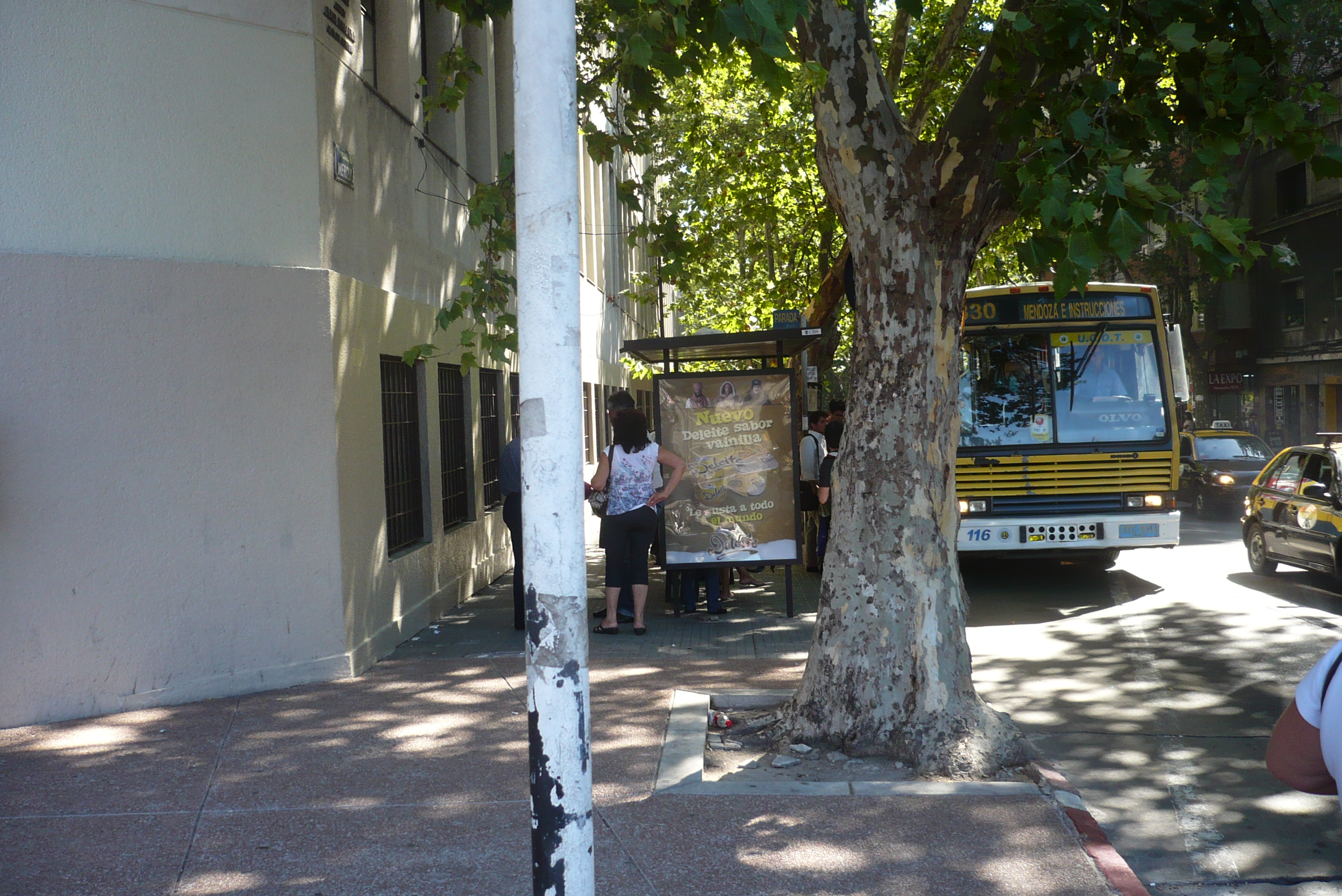
Histórico ómnibus Caio Vitória en la línea 330

En ambos sentidos circulan por los barrios: Ciudadela, Centro, Cordón, Tres Cruces, La Blanqueada, Mercado Modelo, Villa Española, Ituzaingó, Maroñas, Marconi, Plácido Ellauri, Nuevo Ellauri, Piedras Blancas, Boiso Lanza, Manga, Puntas de Manga y Toledo Chico.
| Ida - Ciudadela - Mercedes - Eduardo Víctor Haedo - Bulevar General Artigas - Avenida 8 de Octubre - Avenida Centenario - Giro en "U" en Dr.Pablo Pourriel - Avenida Centenario - Avenida Dr. Luis Alberto de Herrera - Avenida Dámaso Antonio Larrañaga - Mariano Estapé - José María Guerra - Corredor General Flores - Avenida Don Pedro de Mendoza - Avenida de las Instrucciones. - Terminal Mendoza e Instrucciones | Vuelta - Terminal Mendoza e Instrucciones - Avenida Don Pedro de Mendoza - Corredor General Flores - José María Guerra - Mariano Estapé - Avenida Dámaso Antonio Larrañaga - Joanicó - Avenida Dr. Luis Alberto de Herrera - Avenida 8 de Octubre - Avelino Miranda - Bulevar General Artigas - Avenida 18 de Julio - Plaza Independencia - Ciudadela |

### Destinos intermedios
Vuelta
- Terminal Ciudadela
- Avenida 8 de Octubre y Avenida Luis Alberto de Herrera
- Tres Cruces

la línea 330 tiene un recorrido extendido hasta canelones (ruta 6 y hugo mendez) o toledo.